# (2917) Sawyer Hogg
(2917) Sawyer Hogg (1980 RR) ist ein ungefähr zehn Kilometer großer Asteroid des mittleren Hauptgürtels, der am 2. September 1980 vom US-amerikanischen Astronomen Edward L. G. Bowell am Lowell-Observatorium, Anderson Mesa Station (Anderson Mesa) in der Nähe von Flagstaff, Arizona (IAU-Code 688) entdeckt wurde.

## Benennung
(2917) Sawyer Hogg wurde nach der kanadischen Astronomin Helen Sawyer Hogg (1905–1993) benannt, die Professor für Astronomie an der University of Toronto war und für ihre Forschungen zu Kugelsternhaufen bekannt war. Sie war Präsidentin der Royal Astronomical Society of Canada, der Canadian Astronomical Society und der American Association of Variable Star Observers. Fast 30 Jahre lang schrieb sie eine wöchentliche Kolumne über Astronomie im Toronto Star und leitete eine Reihe von Fernsehprogrammen für die Ontario Educational Television Authority. 1976 wurde sie zum Companions of the Order of Canada erhoben und erhielt den Klumpke-Roberts Award der Astronomical Society of the Pacific.